# احمد جلالی فراهانی
احمد جلالی فراهانی متولد سال ۱۳۵۴ تهران، فیلمساز، روزنامه‌نگار و خواننده ایرانی ساکن کپنهاگ دانمارک است. او با ساخت فیلم مستند ما روزنامه نگاریم موفق به کسب جایزه صدای آزادی انجمن قلم کاتالونیا و کاندید دریافت جایزه بهترین کارگردانی جشنواره بُدیل (منتقدین سینمایی دانمارک) شد. جلالی فراهانی در زمان سکونتش در ایران در روزنامه‌های متعددی از جمله روزنامه ایران، همشهری، تهران امروز، جام جم، اعتمادملی و شرق به عنوان روزنامه‌نگار فعالیت می‌کرد. او در زمان دستگیری اش در سال ۱۳۸۸ دبیر اجتماعی خبرگزاری مهر، و همزمان سردبیر و مجری کارشناس رادیو گفتگو بود.
علاوه بر روزنامه‌نگاری و فیلمسازی، احمد جلالی فراهانی به کار موسیقی هم مشغول است و تاکنون هفت ترانه از او منتشر شده است.

## بازیگری تئاتر و تلویزیون
در یکی از مصاحبه‌هایش احمد جلالی فراهانی به ماجرای کشته شدن مادرش اشاره می‌کند و اینکه برای رهایی از اثرات روانی این ضایعه به تئاتر و نمایش پناه می‌برد. او از ۹ سالگی بازیگری در نمایشهای مختلف را تجربه می‌کند و بعدها توسط مجتبی یاسینی برای اجرای نمایشهای تلویزیونی در گروه کودک و نوجوان شبکه یک صدا و سیما دعوت به همکاری می‌شود. آشنایی با علی عمرانی و بازی در یکی از نمایشنامه‌های او از دیگر اتفاقات مهم دوران نوجوانی احمد جلالی فراهانی است. او بعدها خود کارگردانی تئاتر را با اجرای نمایش طبابت اجباری اثر مولیر در تالار سنگلج تهران تجربه کرد. احمد جلالی فراهانی دانش‌آموخته مدرسه آزاد بازیگری امین تارخ نیز هست و در چند سریال تلویزیونی نیز بازی کرده است. مهدی فتحی، امین تارخ، قطب الدین صادقی، علیرضا خمسه، احمد الستی، پری صابری از جمله اساتید جلالی فراهانی در عرصه نمایش و بازیگری بوده‌اند.

## روزنامه‌نگاری
فراهانی کار روزنامه‌نگاری را از سال ۱۳۸۰ و در حین نوشتن پایان‌نامه فوق لیسانسش با عنوان «تأثیر فرهنگ سازمانی روزنامه ایران بر روی خبرنگاران آن» به دعوت عبدالرسول وصال مدیر مسئول وقت این روزنامه و به عنوان خبرنگار موسیقی در تحریریه ایران جمعه آغاز می‌کند. او در سال ۱۳۸۰ به‌طور رسمی به عنوان گزارشگر ارشد در سرویس گزارش روزنامه ایران استخدام می‌شود و همزمان به عنوان دبیر حوادث روزنامه همشهری کار خود را در این روزنامه نیز آغاز می‌کند. در سال ۱۳۸۴ همزمان با روی کار آمدن محمود احمدی‌نژاد به عنوان دبیر سرویس اجتماعی روزنامه تهران امروز کار خود را در این روزنامه آغاز می‌کند و دو سال پس از آن به عنوان مجری کارشناس به رادیو گفتگو دعوت می‌شود. فراهانی در این مدت با روزنامه‌های بسیاری از جمله جام جم، اعتماد ملی و شرق همکاری خود را ادامه می‌دهد.
او در سال ۱۳۸۶ توسط کاوه اشتهاردی از روزنامه ایران اخراج شد. «چند روز مانده به ۲۲ بهمن سال ۱۳۸۶ از همه سردبیران ویژه‌نامه‌ها خواسته شد تا عکس و خبری از برگزاری باشکوه ۲۲ بهمن در سراسر ایران تهیه کنند و گفتند از عکس‌های سال‌های قبل استفاده کنید. من گفتم عکس و خبری که هنوز اتفاق نیفتاده منتشر نمی‌کنم و نکردم و فردای ۲۲ بهمن اخراج شدم.»
در تابستان سال ۱۳۸۷ فراهانی در حین تصویربرداری از انتخابات هیئت رئیسه انجمن صنفی روزنامه نگاران ایران به مدت چند روز بازداشت و با قرار کفالت آزاد شد. او بار دیگر در آذرماه سال ۱۳۸۸ در فرودگاه امام خمینی و هنگام بازگشت از دُبی بازداشت و روانه زندان اوین شد. پس از آزادی موقت در تابستان سال ۱۳۸۹ و در پی احضار مجدد به زندان اوین، پیش از آنکه مأموران امنیتی موفق به دستگیری او شوند احمد جلالی فراهانی از ایران خارج شد.

## ترانه‌ها
مُرتد می‌شوم
دختران ننه دریا
دو تا چشم سیاه داری
وقتی همه دیواریم
بارونه
حالا چرا
سبکم کن گریه